# جمهوری خودگردان
جمهوری خودگردان یا جمهوری خودمختار نوعی از حکومت است که در آن، یک ملت به دلایلی از جمله دور افتادگی از مرکز کشور، اختلاف فرهنگی با بقیه جمعیت کشور یا دلایل سیاسی از جمله مبارزات استقلال طلبانه؛ اعلام خودمختاری می‌کنند. در واقع بخشی از یک کشور مستقل، خود اعلام استقلال می‌کند اما نه به‌طور رسمی و شناخته‌شده توسط سایر کشورها و دولت‌های مستقل.

## چند نمونه
نمونه‌های جمهوری خودمختار، به‌ویژه در کشورهای تشکیل دهنده شوروی سابق از جمله جمهوری آذربایجان، گرجستان و ازبکستان دیده می‌شود.

## فهرست جمهوری‌های خودمختار
- جمهوری‌های روسیه+جمهوری خودمختار کریمه
- گرجستان: آبخاز، آجارستان و اوستیای جنوبی
- جمهوری آذربایجان: نخجوان، جمهوری تالش
- ازبکستان: قره‌قالپاقستان
- عراق: اقلیم کردستان عراق
- مولداوی: ترنسنیستریا
- سومالی: سومالی‌لند
- دانمارک: گرینلند و جزایر فارو
- فلسطین:اسراییل
- مراکش:جمهوری دموکراتیک عربی صحرا